# Masayoshi Manabe
Masayoshi Manabe (真鍋 政義?, Manabe Masayoshi; Himeji, 21 agosto 1963) è un allenatore di pallavolo, dirigente sportivo ed ex pallavolista giapponese.
Giocava nel ruolo di palleggiatore.

## Carriera

### Giocatore
La carriera di Masayoshi Manabe inizia nei tornei scolastici giapponesi con la squadra dell'Osaka University of Commerce High School. Nel 1981 passa all'Osaka University of Commerce.
Nel 1986 fa il suo esordio nel campionato giapponese con la casacca del Nippon Steel, con cui vincerà cinque campionati giapponesi e tre tornei di Kurowashiki. Nel 1999 decide di trasferirsi in Italia per giocare nel Palermo, divenendo il primo giapponese della storia a giocare nella massima serie italiana (il secondo in assoluto dopo Katsuhiko Shimizu che però gioco solo in Serie A2).
Ritorna in Giappone nel 2000, ingaggiato dal Asahikasei Sparkids. Nella stagione 2002-03 passa ai Panasonic Panthers.
Dop due stagioni ritorna al Asahikasei Sparkids con cui chiuderà la carriera nel 2005.

### Allenatore
Durante gli anni da professionista nel Nippon Steel inizia a fare il co-allenatore dal 1992 al 1998, vincendo due campionati giapponesi. Dopo il suo ritiro da giocatore diventa l'allenatore delle Hisamitsu Springs, che porterà al successo per una volta, dopo sei anni, nel campionato giapponese, per due volte nel torneo di Kurowashiki e per due volte nel classico V.League Top Match.
Nel 2008 viene chiamato dalla federazione giapponese per diventare l'allenatore della nazionale femminile che porterà ad una serie di ottimi piazzamenti che culminano nella medaglia di bronzo alle Olimpiadi di Londra 2012.
Dal 2016 si dimette dall'incarico di commissario tecnico della nazionale femminile e diventa direttore generale della squadra della sua città natale, la Victorina Himeji.

## Palmarès

### Giocatore

#### Club
- Campionato giapponese: 5

1988-89, 1989-90, 1990-91, 1996-97, 1997-98
- Torneo Kurowashiki: 3

1988, 1989, 1990

#### Nazionale (competizioni minori)
- Universiadi 1985
- Giochi asiatici 1990

### Allenatore

#### Club
- Campionato giapponese: 2

1996-97, 1997-98
- Campionato giapponese: 1

2006-07
- Torneo Kurowashiki: 2

2006, 2007
- / V.League Top Match: 2

2006, 2007

#### Nazionale (competizioni minori)
- Piemonte Woman Cup 2010
- Montreux Volley Masters 2011
- Montreux Volley Masters 2015

### Premi individuali
- 1987 - Japan League: Miglior esordiente
- 1987 - Torneo Kurowashiki: Sestetto ideale
- 1988 - Torneo Kurowashiki: Sestetto ideale
- 1989 - Torneo Kurowashiki: Sestetto ideale
- 1989 - Coppa del Mondo: Miglior palleggiatore
- 1989 - Coppa del Mondo: Sestetto ideale
- 1989 - Campionato Asiatico: MVP
- 1990 - Torneo Kurowashiki: Sestetto ideale
- 1991 - Torneo Kurowashiki: Sestetto ideale
- 1995 - V.League giapponese: Miglior sestetto
- 1996 - V.League giapponese: Miglior sestetto
- 1997 - V.League giapponese: Miglior sestetto
- 1998 - V.League giapponese: Miglior sestetto
- 2001 - V.League giapponese: Miglior sestetto
- 2003 - V.League giapponese: Miglior sestetto
- 2016 - Mizuno Sports Mentor Award